# Haras national de Walewice
Le haras national de Walewice est un haras national polonais situé à Walewice, à l'ouest de Lowicz. Il s'y élève principalement des Pur-sangs. Ce haras élève aussi des Malopolski influencés par le Shagya : il détient le plus grand nombre de sujets de la race parmi tous les haras nationaux polonais.
Les chevaux élevés sont régulièrement vendus lors de ventes aux enchères. En 1988, une telle vente concernant des chevaux de race Anglo-arabe issus de divers haras nationaux polonais s'est tenue à Walewice, 38 des 40 chevaux présentés furent vendus pour la somme de 100 000 dollars.